# Helixanthera mannii
Helixanthera mannii là một loài thực vật có hoa trong họ Loranthaceae. Loài này được (Oliv.) Danser mô tả khoa học đầu tiên năm 1933.